# 片岡克巳
片岡 克巳（かたおか かつみ、1958年4月30日 - ）は、岡山県を登録地としていた元競輪選手。日本競輪学校（以下、競輪学校）第42期生。
競輪学校第93期生の競輪選手、片岡迪之（かたおか ゆうし）は実子。また、競艇選手の岩津宅一、片岡行晴は従兄弟にあたる。

## 来歴
岡山県立児島高等学校（現 岡山県立倉敷鷲羽高等学校）時代はハンドボール選手。同校卒業後の進路にあたり、進学か就職かどちらかにするか迷っていたところ、たまたまテレビで競輪中継を見たことがきっかけとなり競輪選手を志望することに。松本信雄（期前）に弟子入りし、その後競輪学校42期生となった。主な同期生には中里光典らがいる。
1978年10月8日、防府競輪場でデビューし2着。初勝利は同年10月9日の同場。
全盛期ともいえる年代では、先行を主体とした自力型選手として活躍した。1981年の日本選手権競輪（千葉競輪場）が特別競輪（現在のGI）初優出（4着）。以後通算7回、GIで優出を果たし、1984年の高松宮記念杯競輪（大津びわこ競輪場）では3位、1985年の同大会では2位に入った。
2011年1月5日、選手登録削除。通算戦績2761戦426勝。
主な弟子に、岩津裕介（競輪学校第87期生）がいる。